# Fehring
Fehring è un comune austriaco di 7 167 abitanti nel distretto di Südoststeiermark, in Stiria; ha lo status di città (Stadt). Il 1º gennaio 2015 ha inglobato i comuni soppressi di Hatzendorf, Hohenbrugg-Weinberg, Johnsdorf-Brunn e Pertlstein.

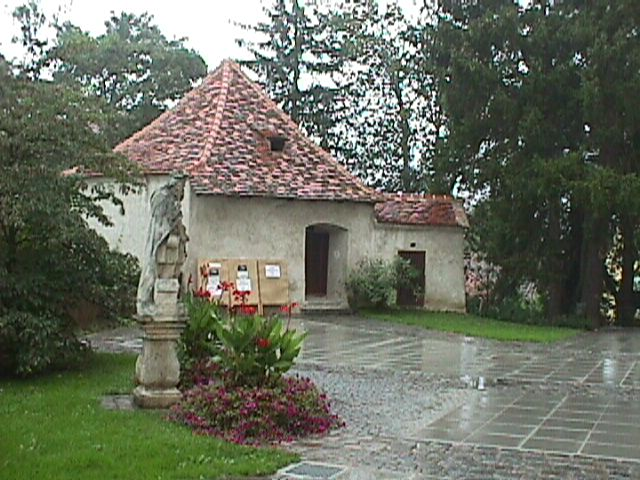
Il Tabor

A Fehring si trova una chiesa fortificata (Tabor) e nella città ogni anno si svolgono una festa del vino ("Fehringer Weintage", in agosto) e un festival jazz ("Most + Jazz", in settembre).